# Irénée François David
Pour les articles homonymes, voir David.
Irénée François David est un homme politique français né le 17 juin 1791 à Auch (Gers) et mort le 12 avril 1862 à Auch (Gers).

## Biographie
Avocat à Auch, il est maire sous la Restauration. Opposant à la Monarchie de Juillet, il est député du Gers de 1848 à 1849, siégeant avec la gauche modérée.

## Sources
- « Irénée François David », dans Adolphe Robert et Gaston Cougny, Dictionnaire des parlementaires français, Edgar Bourloton, 1889-1891 [détail de l’édition]